# Baumgartner Alajos
Baumgartner Alajos (Pest, 1865. június 18. – Budapest, 1930. február 16.) magyar matematikus, fizikus, tudománytörténész, egyetemi tanár.

## Életpályája
Szülei: Baumgartner Márton és Kreutzing Erzsébet voltak. A budapesti tudományegyetem bölcsészettudományi karán 1888-ban szerzett matematika-fizika szakos diplomát. 1892–1893 között, valamint 1897–1919 között a budapesti Verbőczy István Gimnázium tanára volt. 1893–1897 között a II. kerületi királyi egy. katolikus gimnáziumban oktatott. 1904-ben fizikatankönyvet írt, mely számos kiadást ért meg. 1912-ben megalapította a Tanárok Özvegyeit és Árváit Segítő Országos Egyesületet. 1920–1927 között a polgári iskola tanárképző főiskolán művészettörténetet tanított.
Elsők között dolgozta fel a hazai szakirodalomban az ókori matematika történetét, mely a Középiskolai Matematikai Lapokban jelent meg (1896–1908). Az érettségizők számára máig is mintaszerű fizikatörténetet írt, s tanulmányai jelentek meg a modern fizika több kérdéséről is. Euklidész elemeinek első hat könyvét modern fordításban adta közre. Foglalkozott művészettörténettel és zeneelmélettel is.
Sírja a Farkasréti temetőben található (43-1-85).

## Művei
- Kísérleti természettan (Budapest, 1904; 4. kiadás: 1918)
- Euklides: Az elemek első 6 könyve (műfordítás, Budapest, 1905)
- Riccardo Acuto. Regényes korrajz a firenzei renaissance idejéből (Budapest, 1905)
- Vázlatok a mathematika történetéből (Középiskolai Matematikai Lapok, 1896–1908)
- Bayreuth (Budapest, 1913)
- A fizika története (Budapest, 1913)
- A budapesti I. kerületi m. kir. ált. Verbőczy István Reálgimnázium összes tanárainak és irodalmi vagy művészeti tevékenységet kifejtő végzett növendékeinek lexikona (Budapest, 1927)